# 작은철회색난쟁이여우원숭이
작은철회색난쟁이여우원숭이(Cheirogaleus minusculus)는 마다가스카르에서 발견되는 작은 야행성 여우원숭이의 일종이다. 작은철회색난쟁이여우원숭이의 털 채색은 큰철회색난쟁이여우원숭이와 비슷한 색조를 띤다. 이 종들은 암보시트라에서만 발견된다.